# Hyperaspis osculans
Hyperaspis osculans är en skalbaggsart som beskrevs av Leconte 1880. Hyperaspis osculans ingår i släktet Hyperaspis och familjen nyckelpigor. Inga underarter finns listade i Catalogue of Life.